# Wojciech Chrzanowski
 (mars 2008).
Améliorez-le ou discutez des points à vérifier. 
Wojciech Chrzanowski (en français, Adalbert ou Albert Chrzanowski), né le 14 janvier 1793 à Biskupice (près de Cracovie) et mort le 1er mars 1861 à Paris, est un officier et cartographe polonais qui a servi dans la Grande Armée et a établi la première carte de la Pologne au 1/300 000e.

## Biographie
Il commence sa carrière militaire en 1810 comme artilleur dans l'armée du duché de Varsovie (1807-1815) ; il prend part à la campagne de Russie de Napoléon en 1812. Après le désastre subi par la Grande Armée, il participe aux batailles de Leipzig en 1813, de Paris en 1814 et Waterloo en 1815.
En 1815, lors du congrès de Vienne, le duché de Varsovie est attribué au tsar qui devient roi de Pologne, dotant son royaume d'une armée spécifique, ouverte aux Polonais de la Grande Armée. Chrzanowski y entre. À partir de 1822, il s'occupe de la cartographie du royaume de Pologne. En 1828 et 1829, il prend part à la guerre russo-turque sous les ordres d'Ivan Dibich.
Pendant l'insurrection du royaume de Pologne, il est promu colonel, puis général, et nommé gouverneur de Varsovie en août 1831, peu de temps avant que l'armée russe s'empare de la ville (8 septembre). Comme des milliers de ses compatriotes, il quitte le pays et se réfugie en France, puis gagne le Royaume-Uni.
Le gouvernement britannique le charge de plusieurs missions en Turquie où il effectue trois séjours. Il y étudie les régions proches de la Russie en vue d'une nouvelle guerre contre la Russie.
En 1848, il essaie de participer au « printemps des peuples » et s'engage au service du roi de Sardaigne, Charles-Albert, qui le prend comme commandant en chef en 1849.
Pendant la première guerre d'indépendance italienne, il est accusé, ainsi que le général Gerolamo Ramorino, de traîtrise pour avoir contribué à la défaite de Novare (1849), à la suite de quoi Ramorino est exécuté.
Chrzanowski vit plusieurs années en Louisiane avant de revenir en France. Il est l'auteur de plusieurs ouvrages en langue polonaise.
Il meurt célibataire à son domicile de la rue de Londres à l'âge de 68 ans. Il est inhumé le 4 mars 1861 au cimetière de Montmartre 5e division.

## Publications
- O wojnie partyzanckiej, 1835.
- Sluzba wojsko wa w polu, 1836.
- Quelques considérations sur la campagne de 1812, Paris, Librairie d'Amyot éditeur, 1857 (lire en ligne)
- Opisanie bitwy grochowskiej, Biblioteka Warszawska, 1909.

## Sources
- (en) Cet article est partiellement ou en totalité issu de l’article de Wikipédia en anglais intitulé « Wojciech Chrzanowski » (voir la liste des auteurs).